# Cristina Ali Farah
Cristina Ubah Ali Farah (Verona, 29 maggio 1973) è una scrittrice e poetessa italiana.

## Biografia
Nata a Verona da padre somalo e madre italiana, si è spostata all'età di tre anni con la famiglia a Mogadiscio, in Somalia, dove è rimasta fino allo scoppio della guerra civile, nel 1991. Fuggita dal paese, dopo alcuni anni trascorsi a Pécs (Ungheria) è tornata in Italia e si è stabilita a Roma; successivamente si è trasferita a Bruxelles.

## Attività
Ubah Cristina Ali Farah è una scrittrice e poetessa somala e italiana. È autrice di due romanzi, Madre piccola (Frassinelli 2007) e Il comandante del fiume (66thand2nd 2014). Ha svolto un dottorato di ricerca di Africanistica all’Università l’Orientale di Napoli sul teatro popolare somalo. È stata vincitrice del Premio Lingua Madre (2006) e Vittorini (2008). Ha partecipato come scrittrice in residenza all'University of Iowa’s International Writing Program (2017), MEET (Maison des Écrivains Étrangers et des Traducteurs 2018), Art Omi (2018), Civitella Ranieri Foundation (2019) e La Marelle (2019). Nel 2018 ha lavorato alla riscrittura dell’Antigone per la regia a Palermo di Giuseppe Massa e al libretto dell’opera comunitaria Silent City per Matera 2019, diretta da James Bonas con musiche composte da Nigel Osborne. È autrice dell’ekphrasis La danza dell’orice (Juxta Press 2020) ispirata a un’opera dell’artista keniana Wangechi Mutu. Nel primo semestre 2020 è stata artista in residenza allo STIAS (Stellenbosch Institute of Advanced Studies) in Sudafrica. Nel 2020 "Un sambouk traverse la mer", antologia bilingue (italiano francese) di racconto, è uscita per il MEET (2019). Attualmente sta lavorando al progetto Oral history for peace building con l’UNDP in Somalia. 
Nel luglio 2021 è uscito il suo terzo romanzo, Le stazioni della luna 66thand2nd.

## Premi
- Nel 2006 ha vinto il Concorso Letterario Nazionale Lingua Madre alla Fiera Internazionale del Libro di Torino.
- 2008. Premio Elio Vittorini per Madre Piccola.[1]

## Opere
- Madre piccola, Frassinelli, 2007.
- Il comandante del fiume, 66th and 2nd, 2014.
- La danza dell'orice, Juxta Press, 2020
- Le stazioni della luna, 66th and 2nd, 2021